# Geschichte des griechischen Rechts
Die Geschichte des griechischen Rechts kann grob in die Geschichte des antiken und des modernen griechischen Rechts unterteilt werden. Dazwischen war die heute als Griechenland bezeichnete Region rechtlich in das byzantinische, später in das osmanische Reich eingegliedert und nahm an dessen Rechtsentwicklung teil, die jeweils nicht spezifisch griechisch war.

## Antike

### Archaik
Quellen zur Rechtsgeschichte des archaischen Griechenlands finden sich hauptsächlich in Mythen und Epen wie Odyssee und Ilias. Die verstreuten Beschreibungen des griechischen Rechts zeigen die Vorstellung eines unveränderlichen Rechts göttlichen Ursprungs, für dessen Geltung die Bestätigung durch eine politische Autorität weder nötig noch möglich war. Rechtsstreitigkeiten wurden vor den König gebracht, der diese mithilfe der θέμιστες (themistes), Überbringer der Richtsprüche des Zeus, löste. Ab dem 7. bis 6. Jahrhundert v. Chr. finden erstmals Aufzeichnungen des Rechts statt. Die bekanntesten sind die des Lykurg in Sparta 650, des Drakon 621 in Athen, des Solon 594 ebenfalls in Athen, des Zaleukos in Süditalien, des Charondas in Sizilien, des Philolaos in Theben, des Pheidon in Korinth und eine anonyme Sammlung in Gortyn.

### Klassik
Ab dem 5. Jahrhundert v. Chr. beginnt die Entwicklung des klassischen griechischen Rechts. Religiöse Vorstellungen sind immer noch von großer Bedeutung, die Vorstellung vom Recht als statischen göttlichen Normen wird jedoch von flexibleren Vorstellungen abgelöst. Es entwickeln sich bald klare Rechtsgrundsätze im Personen-, Familien-, Erb- und Vermögensrecht. Neben diesen autonomen Rechtssystemen der einzelnen griechischen Städte, benötigte der griechische Seehandel ein eigenes Handelsrecht, das durch Schnelligkeit und geringen Formerfordernisse geprägt war. Dieses gemeingriechische Seehandelsrecht erhielt eigene Gerichtshöfe in Athen, Rhodos, Syrakus und Marseilles. Eine systematische Aufbereitung des griechischen Rechts, wie sie für das römische Recht typisch ist, fand nicht statt: Das antike griechische Recht war ein Recht der Praktiker, der λογογράφοι (logográphoi) und der συνήγοροι (synégoroi), deren Aufgabe in der freien Rede vor den Laiengerichten bestand. Eine tiefgründigere Auseinandersetzung mit dem Recht findet sich bei den Philosophen Platon, Aristoteles und Theophrast, die von überragender Bedeutung für die frühe Rechtsphilosophie und Rechtsvergleichung sind.

### Hellenismus
Die in der allgemeinen Geschichte übliche Dauer des Hellenismus von 323 v. Chr. bis 30 v. Chr. wird in der Rechtsgeschichte meist nicht übernommen: Das klassische griechische Recht blieb mindestens bis 146 v. Chr. (Zerstörung Korinths), teils sogar bis 212 n. Chr. (Constitutio Antoniniana) in Kraft. Kennzeichnend für das hellenistische Recht ist Rechtsvereinheitlichung des Privatrechts. Das hellenistische Privatrecht war ein gemeingriechisches Recht, das für alle galt, die Koine sprachen; wie in der damaligen Zeit üblich, war seine Geltung aber auch auf diese Personen beschränkt und das Geltung eines Rechtssystems an die Person gebunden: Für römische Bürger in Griechenland galt folglich das römische Recht. Später ließ man auch an Wahlrecht zwischen verschiedenen Rechtsordnungen zu, das regelmäßig durch die Wahl der Sprache des Geschäftsverkehrs ausgeübt wurde. Seit der Constitutio Antoniniana 212 n. Chr. galt formal römisches Recht für alle Bewohner des römischen Reiches. Das hellenistische Recht bewahrte sich aber in der Durchsetzung des römischen Rechts mit griechischer Rechtsphilosophie. Sein Ende erlebte es spätestens mit dem 528 n. Chr. eingeführten Corpus Iuris Civilis, das Grundlage für das byzantinische Recht wurde.

## Moderne
Von einem eigenen griechischen Recht kann dann ab dem Ausbruch der griechischen Revolution 1821 gesprochen werden, als in kurzen Zeitabständen 1822, 1823 und 1827 drei liberale und demokratische Verfassungen in Kraft gesetzt wurden. Die Verfassung von 1827 enthielt eine Klausel, nach der ein Zivilgesetzbuch nach Vorbild des französischen Code civil alsbald geschaffen werden sollte. Staatsoberhaupt Ioannis Kapodistrias ignorierte diesen Passus jedoch und beließ dem byzantinischen Recht seine Geltung. Französisches Recht konnte sich dennoch in anderen Bereichen durchsetzen: Seit 1807 bestand eine griechische Übersetzung des französischen Code de commerce, der griechischen Handelsleuten zur Abwicklung ihrer Geschäfte diente. 1823 trat ein Strafgesetzbuch nach Vorbild des französischen Code pénal in Kraft.
Nachdem 1833 Otto von Wittelsbach als absoluter Monarch regierte, beauftragte dieser Georg Ludwig von Maurer, einen Anhänger der historischen Schule, mit der Kodifikation des griechischen Rechts. Die von ihm erarbeitete Zivilprozessordnung blieb bis 1968 geltendes Recht, die Gerichtsverfassung bis 1988, Strafgesetzbuch und Strafprozessordnung bis 1951. Nach der Demission von Maurers 1835 erging ein königlicher Erlass, der für das allgemeine Zivilrecht die Geltung des byzantinischen Rechts in Form des Hexabiblos und des örtlichen Gewohnheitsrechts bestimmte. Da der Hexabiblos in vielen Bereichen den Anforderungen der Zeit kaum Rechnung trug, legte man bei seiner Auslegung die Ergebnisse der deutschen Pandektenwissenschaft zugrunde.
Eine erneute Revolution 1862 brachte Georg I. die Herrschaft über Griechenland ein, seit 1864 unter einer neuen Verfassung, die bis zu einer Reform 1911 in Kraft blieb. Aufgrund verfassungsrechtlicher Probleme wurde ein 1874 vorgestellter Entwurf eines Zivilgesetzbuches, der auf den Gesetzbüchern Frankreichs, Italiens und Sachsens basierte, nie geltendes Recht. Ein erneuter Versuch der Kodifizierung scheiterte 1922. Eine neue Kommission begann 1930 ihre Arbeit und legte 1937 Entwürfe vor, mit deren Koordination 1938 Georgios Balis beauftragt wurde. Ab 1940 galt somit für kurze Zeit erstmals in Griechenland ein Zivilgesetzbuch; Grundlage des materiellen Rechts war das durch die Pandektistik geordnete byzantinische Recht. Der Einmarsch deutscher Truppen im Balkanfeldzug 1941 setzte seiner Geltung jedoch ein rasches Ende. Nach Ende des Zweiten Weltkrieges wurde das Gesetzbuch von 1940 revidiert, in Kraft gesetzt, 1946 die Revision wieder verworfen und schließlich der Astikos Kodikas in der Version von 1940 für gültig erklärt.
Verfassungsgeschichtlich galt ab 1952 eine modifizierte Version der Verfassung von 1911. Auf einen Staatsstreich 1967 folgte die Griechische Militärdiktatur, die mit der Rückkehr zur Demokratie 1974 endete. Die Verfassung von 1975 ist bis heute die geltende Verfassung Griechenlands.